# Parlamentswahl in Finnland 1930
- SPP: 1
- SDP: 66
- ED: 11
- Sonst.: 1
- RKP: 20
- ML: 59
- KOK: 42

Die Parlamentswahl in Finnland 1930 (finnisch Eduskuntavaalit 1930; schwedisch Riksdagsvalet 1930) fand am 1. und 2. Oktober 1930 statt. Es war die Wahl zum 14. finnischen Parlament.
Präsident Lauri Kristian Relander hatte im Vorfeld das Parlament aufgelöst, das sich wegen der Kommunistengesetze in einem schweren Streit befand.
Die Sozialdemokraten, die 1929 ihre Stellung als stärkste Partei im Parlament verloren hatten, legten um fast sieben Prozentpunkte hinzu. Der Landbund gewann zwar leicht an Stimmen, jedoch nicht in denselben Ausmaßen wie die Sozialdemokraten hinzugewannen. Die Nationale Sammlungspartei konnte ihre Anzahl an Sitzen im Parlament um 14 auf 42 steigern. Die Schwedischen Linken waren mit einem Sitz im Parlament vertreten. Das aufgelöste Sozialistisches Arbeiter- und Kleinbauernwahlbündnis trat nicht mehr an und eine inoffizielle Nachfolgerliste konnte den Einzug in den Reichstag nicht schaffen.

## Teilnehmende Parteien
Es traten 8 verschiedene Parteien und ein Bündnis zur Wahl an:
| Partei | Partei | Ausrichtung        | Spitzenkandidat  |
| ------ | --- | ------------------ | ---------------- |
|        | Sozialdemokratische Partei Finnlands Suomen Sosialidemokraattinen Puolue (SDP) Finlands Socialdemokratiska Parti         | sozialdemokratisch | Kaarlo Harvala   |
|        | Landbund Maalaisliitto (ML) Agrarförbundet                                                                               | sozialliberal      | Petter Heikkinen |
|        | Nationale Sammlungspartei Kansallinen Kokoomus (KOK) Samlingspartiet                                                     | konservativ        | Kyösti Haataja   |
|        | Sozialistische Arbeiter- und Kleinbauernwahlorganisation Sosialistinen Työväen ja Pienviljelijöiden Vaalijärjestö (STPV) | sozialistisch      |                  |
|        | Schwedische Volkspartei Ruotsalainen Kansanpuolue (RKP) Svenska Folkpartiet (SFP)                                        | liberal            | Eric von Rettig  |
|        | Nationale Fortschrittspartei Kansallinen Edistyspuolue (ED) Framstegspartiet                                             | liberal            | Valto Tuomioja   |
|        | Kleinbauernpartei Finnlands Suomen Pienviljelijäin Puolue (SPP)                                                          | links              |                  |
|        | Schwedische Linke Ruotsalainen Vasemmisto (RV) Svensk Vänster (SV)                                                       | republikanisch     |                  |
|        | Vaterländisches Wahlbündnis / Kleingruppen Isänmaallisen Vaaliliiton / Pienryhmät                                        |                    |                  |

## Wahlergebnis
Die Wahlbeteiligung lag bei 65,9 Prozent und damit 10,3 Prozentpunkte über der Wahlbeteiligung bei der letzten Parlamentswahl 1929.
| Partei            | Partei                                                          | Stimmen   | Stimmen | Stimmen | Sitze  | Sitze |
| Partei            | Partei                                                          | Anzahl    | %       | +/−     | Anzahl | +/−   |
| ----------------- | --------------------------------------------------------------- | --------- | ------- | ------- | ------ | ----- |
|                   | Sozialdemokratische Partei Finnlands (SDP)                      | 386.026   | 34,16   | +6,80   | 66     | +7    |
|                   | Landbund (ML)                                                   | 308.280   | 27,28   | +1,13   | 59     | −1    |
|                   | Nationale Sammlungspartei (KOK)                                 | 203.958   | 18,05   | +3,54   | 42     | +14   |
|                   | Schwedische Volkspartei (RKP)                                   | 113.318   | 10,03   | −1,42   | 20     | −3    |
|                   | Nationale Fortschrittspartei (ED)                               | 65.830    | 5,83    | +0,23   | 11     | +4    |
|                   | Kleinbauernpartei Finnlands (SPP)                               | 20.883    | 1,85    | +0,77   | 1      | +1    |
|                   | Sozialistische Arbeiter- und Kleinbauernwahlorganisation (STPV) | 11.504    | 1,02    | −12,45  | —      | −23   |
|                   | Schwedische Linke (RV)                                          | 9.226     | 0,82    | +0,82   | 1      | +1    |
|                   | Vaterländisches Wahlbündnis/Kleingruppen                        | 9.085     | 0,80    | —       | —      | —     |
|                   | Sonstige                                                        | 1.918     | 0,17    | −0,09   | —      | —     |
| Gesamt            | Gesamt                                                          | 1.130.028 | 100,00  |         | 200    |       |
| Gültige Stimmen   | Gültige Stimmen                                                 | 1.130.028 | 99,51   |         |        |       |
| Ungültige Stimmen | Ungültige Stimmen                                               | 5.517     | 0,49    |         |        |       |
| Wahlbeteiligung   | Wahlbeteiligung                                                 | 1.135.545 | 65,92   |         |        |       |
| Wahlberechtigte   | Wahlberechtigte                                                 | 1.722.588 | 100,00  |         |        |       |
| Quelle:           |                                                                 |           |         |         |        |       |

## Nach der Wahl
Pehr Evind Svinhufvud war am 4. Juli Ministerpräsident geworden und führte seine bürgerliche Regierung bestehend aus Fortschrittspartei, Schwedischer Volkspartei, Landbund und Sammlungspartei bis zum 21. März 1931. Von da an regierte Juho Sunila (Landbund) 635 Tage bis zum 14. Dezember 1932. Toivo Kivimäki (Fortschrittspartei) übernahm daraufhin das Amt des Ministerpräsidenten und blieb vier Jahre in diesem Amt.
Übersicht:
1. Kabinett Svinhufvud II – Pehr Evind Svinhufvud (Kok.) – Regierung: Kok., ed., ML, RKP (4. Juli 1930 bis 21. März 1931)
2. Kabinett Sunila II – Juho Sunila (ML) – Regierung: ML, Kok., Ed., RKP (21. März 1931 bis 14. Dezember 1932)
3. Kabinett Kivimäki – Toivo Kivimäki (Ed.) – Regierung: Ed., ML, Kok., RKP (14. Dezember 1932 bis 7. Oktober 1936)